# Ernest Fourteau
Ernest-Pierre Fourteau, né le 6 janvier 1840 à Périgueux et mort en octobre 1914 à Collonges-la-Rouge est un normalien, professeur de physique et cadre de l'enseignement.

## Biographie et carrière
Fils d'un professeur de philosophie au collège de Périgueux, Pierre-Ernest Fourteau fait ses études à Angoulême puis à Poitiers. Il entre sur concours à l'École normale supérieure à Paris en 1859 et est reçu à l'agrégation de sciences physiques et naturelles en 1862. Il commence alors une carrière d'enseignant des sciences dans de nombreux lycées, Amiens (1862), Angoulême(1863), Périgueux (1865), Poitiers (1871), Nîmes (1872) et à nouveau Angoulême (1873). En 1879, il est nommé censeur à Caen puis à Douai. En 1880, il est nommé proviseur du lycée Fontanes de Niort. En 1882, il devient chef de bureau de la direction de l'enseignement secondaire au Ministère de l'Instruction publique puis est chargé d'une mission d'inspection générale pour l'enseignement scientifique.
En 1884, il est le premier professeur de physique au lycée Janson-de-Sailly qui vient d'être créé à Paris. Il devient proviseur du lycée de Saint-Étienne en 1885 puis de celui d'Amiens en 1886. Il est censeur du lycée Buffon de Paris en 1889 puis finit sa carrière comme proviseur du lycée Janson-de-Sailly en 1891, jusqu'à sa retraite qui intervient en avril 1902.
Pierre-Ernest Fourteau est officier d'Académie en 1872, officier de l'Instruction publique en 1876 et est fait chevalier de la Légion d'honneur le 1er janvier 1894.

## Distinctions
- Chevalier de la Légion d'honneur
- Officier d'académie
- Officier de l'Instruction publique

## Cabinet de physique du lycée Guez de Balzac d’Angoulême
L'association de sauvegarde et d'étude des instruments scientifiques et techniques de l'enseignement (A.S.E.I.S.T.E) publie en 2007 L'Empire de la physique (cabinet de physique du lycée Impérial d’Angoulême). Cet ouvrage est présenté en hommage à Pierre-Ernest Fourteau, professeur au lycée d’Angoulême de 1872 à 1879, et qui contribua de manière essentielle à la création d’un cabinet de physique assez exceptionnel.